# 中華人民共和國政府
- 關於中华人民共和国国家权力、行政、监察、司法、军事等各类国家机关的总称，請見「中华人民共和国国家机构」。
- 關於中华人民共和国中央和地方各级人民政府的建制，請見「人民政府」。
- 關於其他代表“中国”的政治实体，請見「中国政府」。

中华人民共和国政府，狭义上指中華人民共和國中央人民政府（即中华人民共和国国务院），广义上也可以指中央人民政府和地方各級政府。同时亦是中华人民共和国对外缔结条约时采用的用于表述缔约主体的法律术语之一。

## 涵义演变
1949年10月1日中华人民共和国成立后，组建中华人民共和国中央人民政府，作为行使国家权力的最高机关。中央人民政府由中央人民政府委员会和它领导的政务院、人民革命军事委员会、最高人民法院和最高人民检察署组成。1952年又增设国家计划委员会。这一时期的政体形式可以概括为“以党领政”，其中政协作为中国共产党领导下的人民统一战线组织处于最高地位，统领一切国家权力；中央人民政府作为受政党统领的“国家政权机关”掌握所有国家权力，集立法、司法、行政、军事权于一身，是国家权力高度集中的模式。
在1954年宪法起草委员会第三次全体会议上，董必武认为：“美国‘政府’是包括立法、行政、司法的。苏联和人民民主国家的‘政府’是立法机关的执行和号令机关。苏联政府即苏联部长会议，不包括最高苏维埃。我们把‘中央人民政府’改称国务院好。”刘少奇也认为，“中国的习惯‘行政机关’就是指政府机关”。由此，中华人民共和国采用了狭义的政府用法，只有国务院序列是政府。政府还有与构成政府的职能部门相对的内涵。只有国务院可以称为政府，国务院下属的部委等只是政府的职能部门。
1954年颁布的《中华人民共和国宪法》规定，“中华人民共和国国务院，即中央人民政府，是最高权力机关的执行机关，是最高国家行政机关。”地方各级人民政府是地方各级国家权力机关的执行机关、地方各级国家行政机关，都是国务院统一领导下的国家行政机关。这一时期，国务院作为中央人民政府這一概括性的宪法地位，在国家与国务院的关系上有权对内对外代表国家。在具体的机关之间的关系上，首先是与最高国家权力机关的关系。国务院是最高国家权力机关的执行机关，负责执行全国人大及其常委会的法律和决议等，向人大负责，并受其监督。在行政系统内部，国务院是最高国家行政机关，行使行政权，领导全国的行政机关。国务院实行“总理负责制”，国务院总理作为政府首脑总揽国务院工作，直接向最高国家权力机关全国人民代表大会及其常务委员会负责。
1990年第七届全国人民代表大会常务委员会通过的《中华人民共和国缔结条约程序法》第四条规定，中华人民共和国以下列名义同外国缔结条约和协定：中华人民共和国、中华人民共和国政府、中华人民共和国政府部门。2022年国务院制定的《缔结条约管理办法》规定，下列条约应当以中华人民共和国政府名义缔结：涉及国务院职权范围的条约、涉及两个以上国务院有关部门职权范围的条约、或其他需要以中华人民共和国政府名义缔结的条约；特殊情况下，经国务院审核决定，应当以中华人民共和国名义缔结的条约可以中华人民共和国政府名义缔结。